# Teatro Alfa
O antigo Teatro Alfa (fechado temporariamente) é um teatro localizado na cidade de São Paulo.  Pertence, ao conglomerado do Beyond The Club. Depois de permanecer fechado por 2 anos, reabrirá outubro de 2025 como BTG Pactual Hall, após ser reformada ao custo de R$ 7,4 milhões.
Vários eventos consagrados aconteceram na inauguração: Chick Corea, Quarteto Jobim Morelenbaum (Paulo Jobim e Daniel Jobim, Jacques e Paula Morelenbaum), Toda Nudez Será Castigada, protagonizada por Marília Pêra, a ópera La Bohéme e Wynton Marsalis.
Com fosso de orquestra, o teatro é apto a receber óperas, musicais, peças e dança. Anualmente, recebia o Quebra Nozes da Cisne Negro Companhia de Dança.

## Crítica
Em 28 de setembro de 2014, a Folha de S.Paulo publicou o resultado da avaliação feita pela equipe do jornal ao visitar os sessenta maiores teatros da cidade de São Paulo. O local foi premiado com três estrelas, uma nota "regular", com o consenso: "Recebe danças, óperas, orquestras e grandes espetáculos. Possui elevadores, lugares para cadeirantes, hall de entrada espaçoso e bonbonnière com opções como café e vinho (...) [na época não aceitava cartão de crédito]. No dia da visita, a temperatura da sala estava quente. Também perdeu pontos pelos lugares com visão ruim no mezanino. O valet é o mais caro de todos (...)"